# Konrad Honold
Konrad Honold (Weingarten, 6 juillet 1918 - 23 juin 2007) est un artiste peintre, restaurateur et héraldiste autrichien.

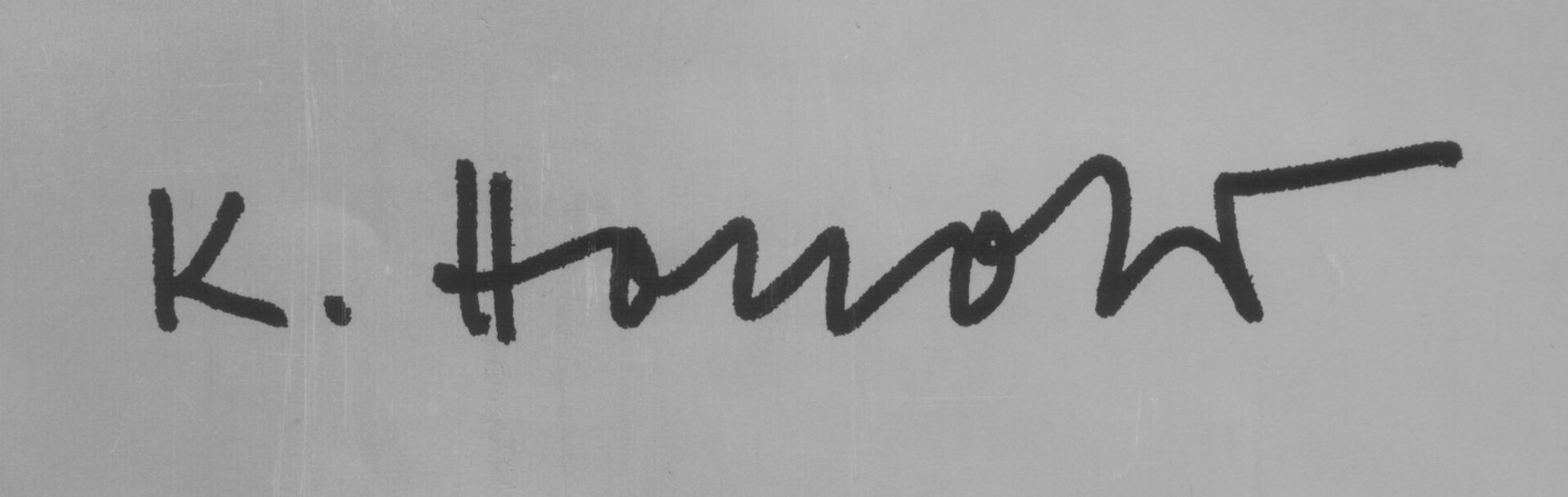
Signature

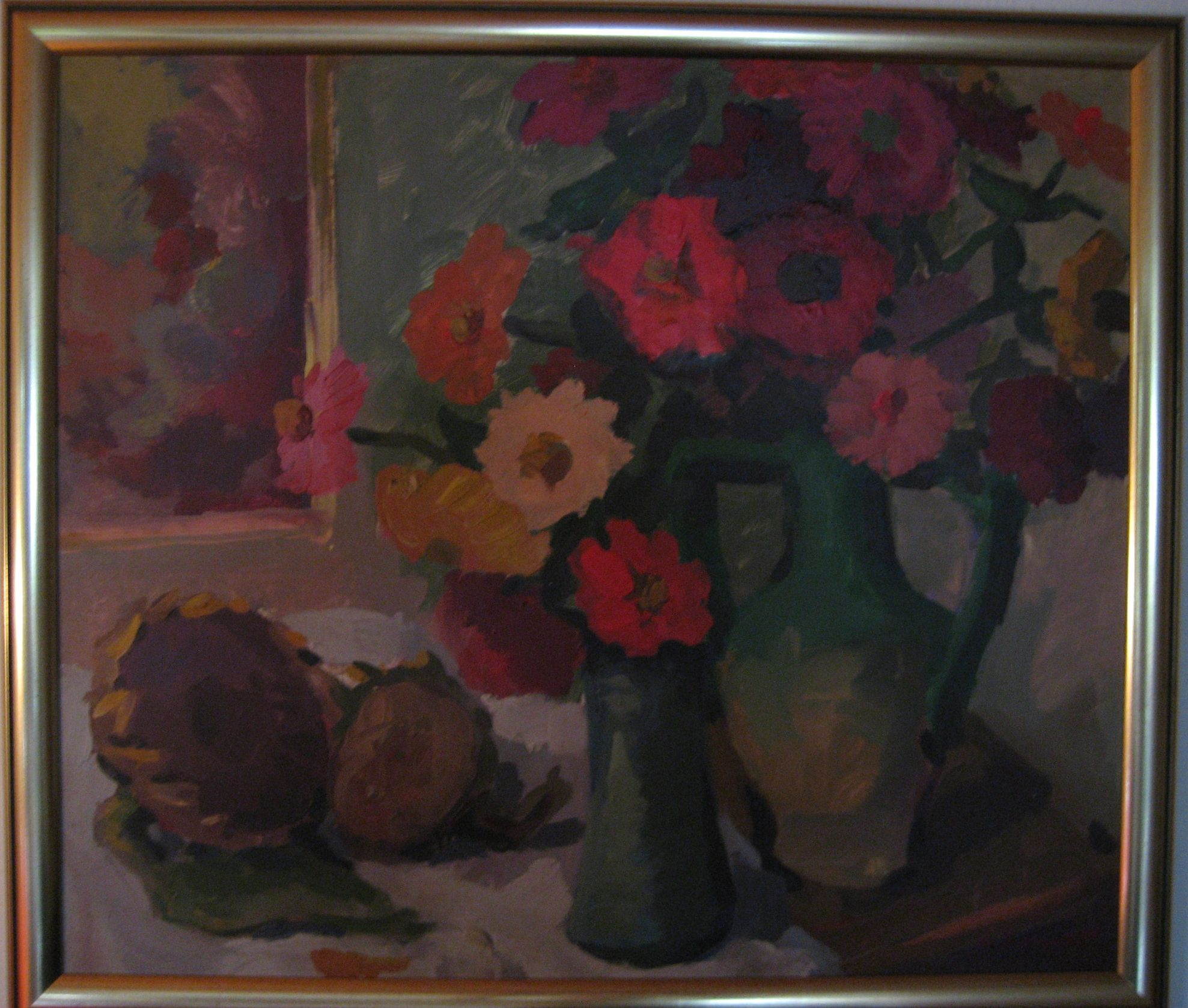
Nature morte

## Biographie

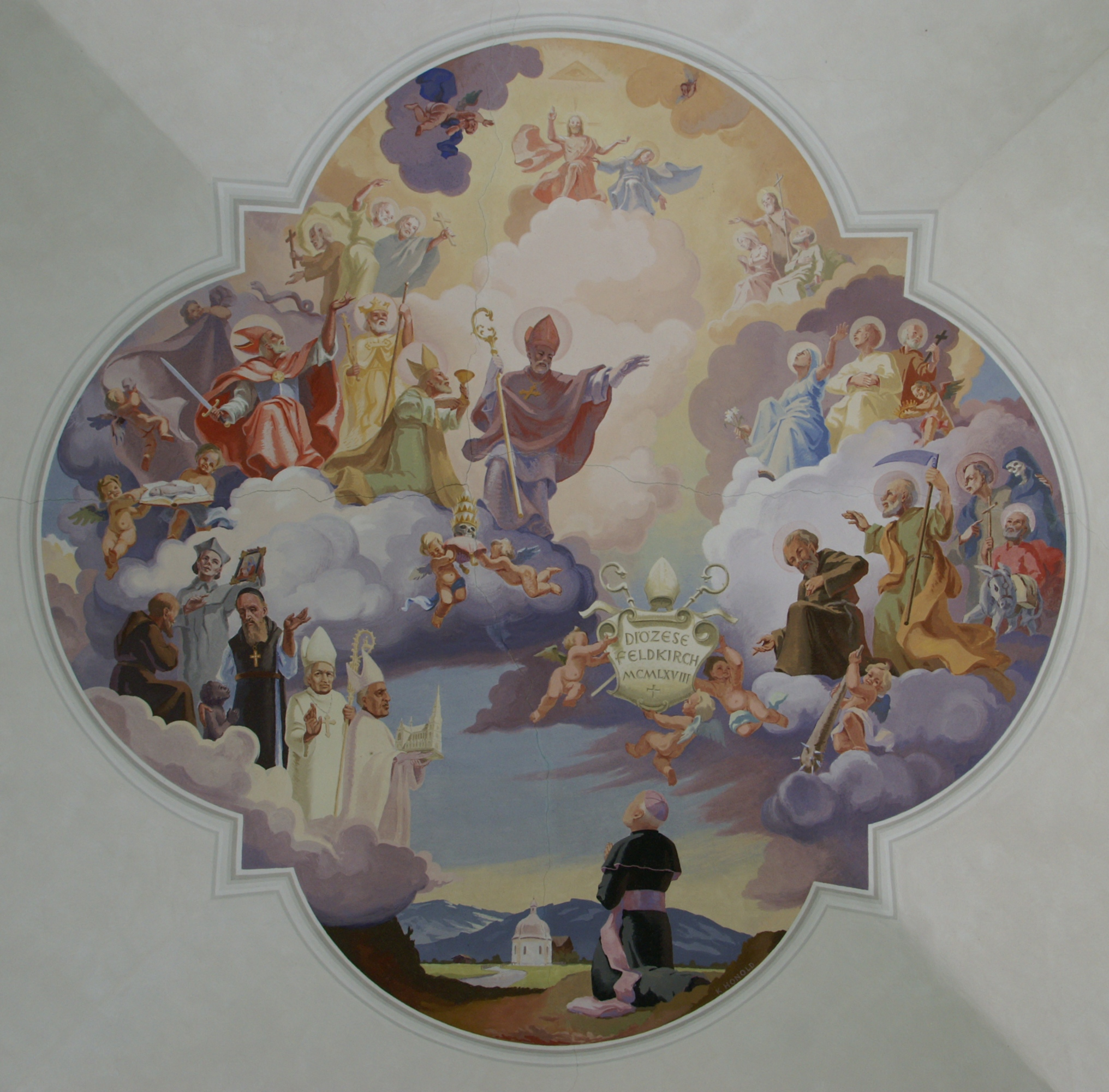
Fresque à la Chapelle Sainte-Anne à Lingenau

Konrad Honold est né à Weingarten en Allemagne. Après son apprentissage chez un peintre local, il a fait ses études à Innsbruck à l'école de Toni Kirchmayer et à l'Académie des Beaux-Arts à Berlin.
En 1945,  après son mariage avec une Autrichienne, il a construit son atelier à Schruns et y est resté jusqu'à sa mort en 2007. 

## Œuvres
Honold a réalisé de nombreux toiles : paysages, natures mortes, aquarelles et portraits.
Son œuvre est d'une grande complexité. Sur beaucoup de bâtiments publics ainsi que des maisons privées, il a utilisé  la peinture murale en différentes techniques (fresque, mosaïque, sgraffito).

## Restauration
Honold était un restaurateur très connu dans la région. Il a œuvré en restauration dans différents églises du Vorarlberg (Bludenz, Braz, Dalaas, Gargellen, Lingenau et Schruns). Pour différents musées il a également effectué la restauration de tableaux de grandes valeurs, entre autres d'Angelica Kauffmann et le Portrait de Maximilien Ier de Bernhard Strigel.

## Héraldique
Sur commande de l'administration du Land Vorarlberg, il a composé et dessiné les symboles des blasons de 33 villes et villages de la région.

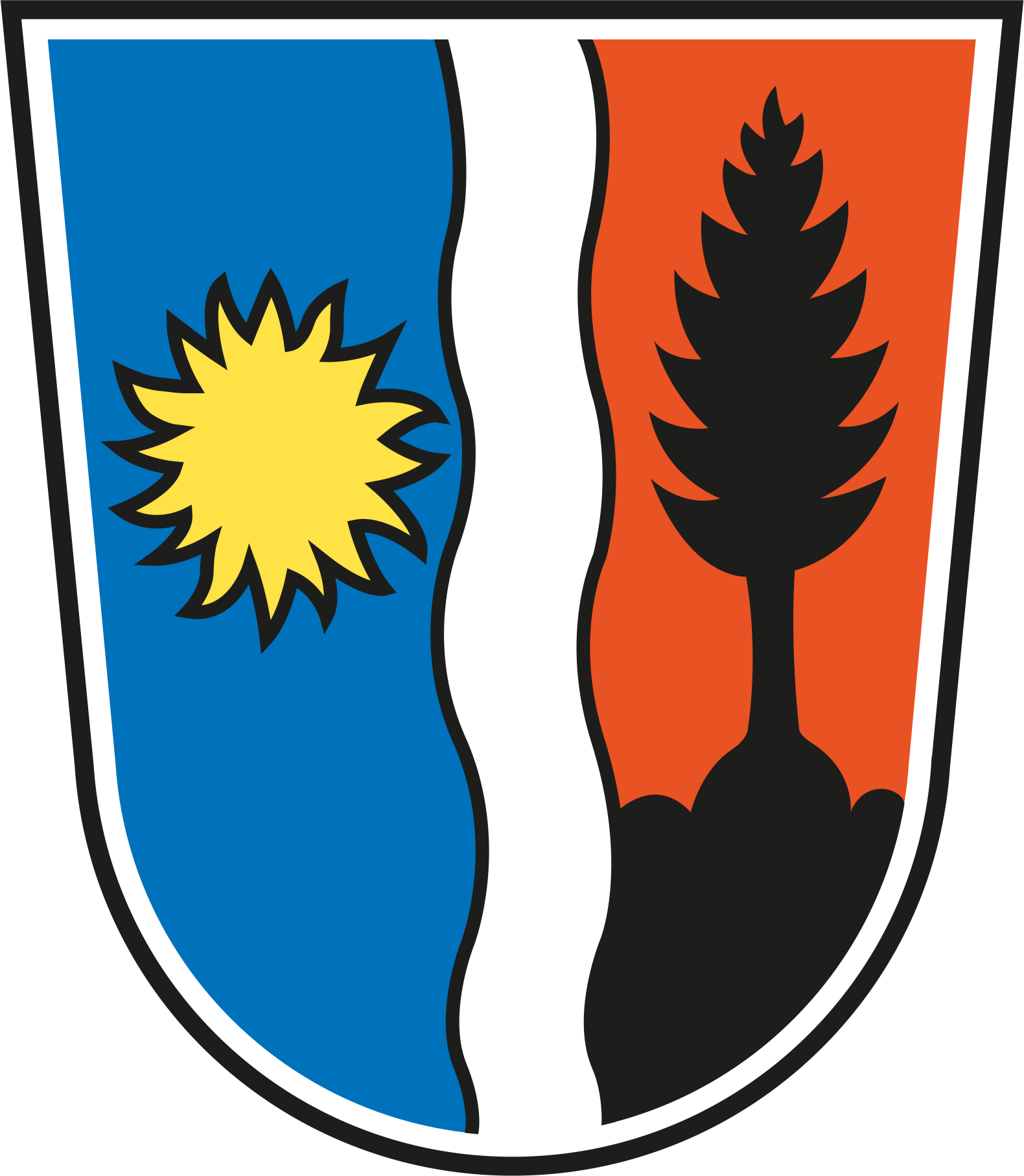
Blason de Lech am Arlberg
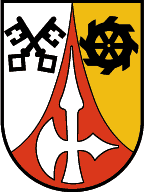
Montafon

## Galerie

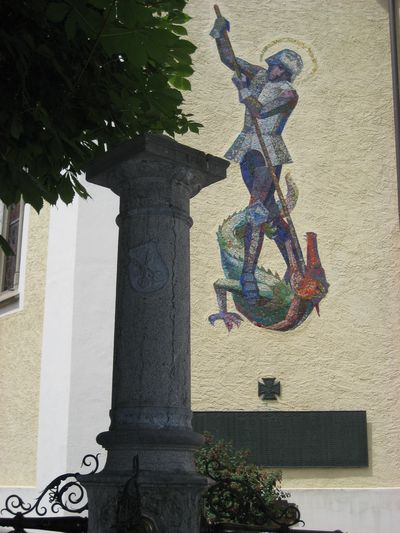
St Georges (Mosaïque)
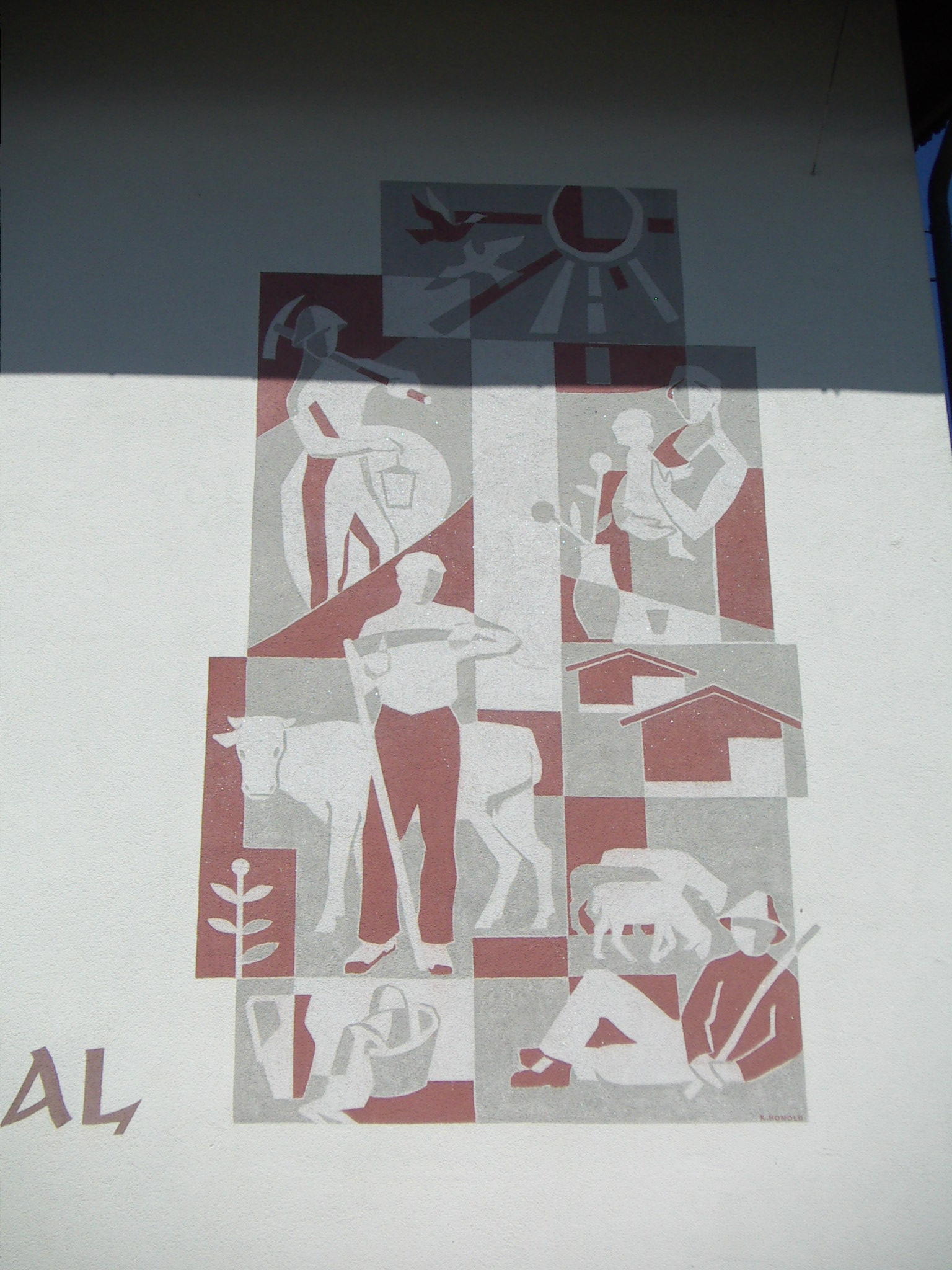
Sgraffito
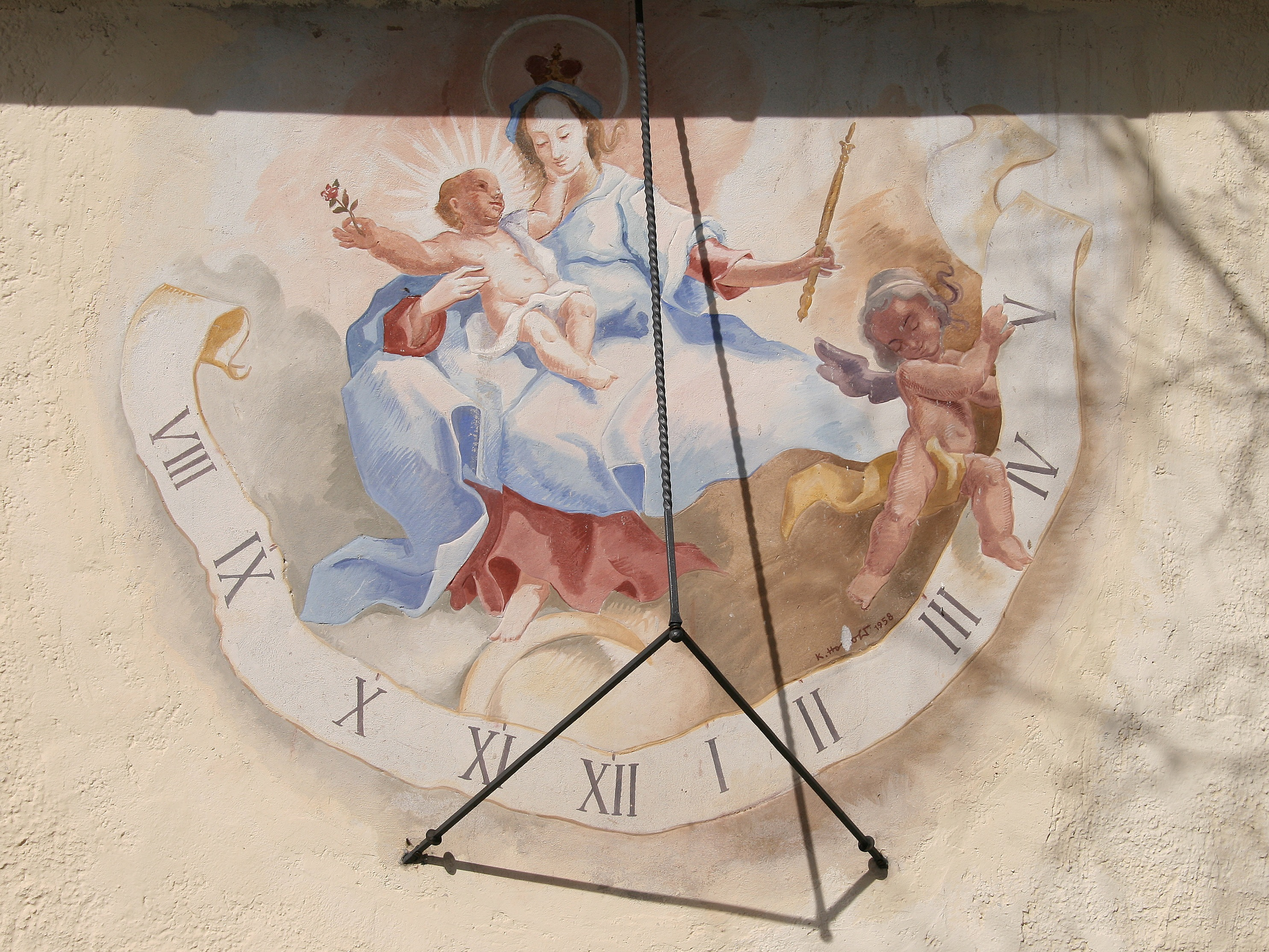
Cadran solaire
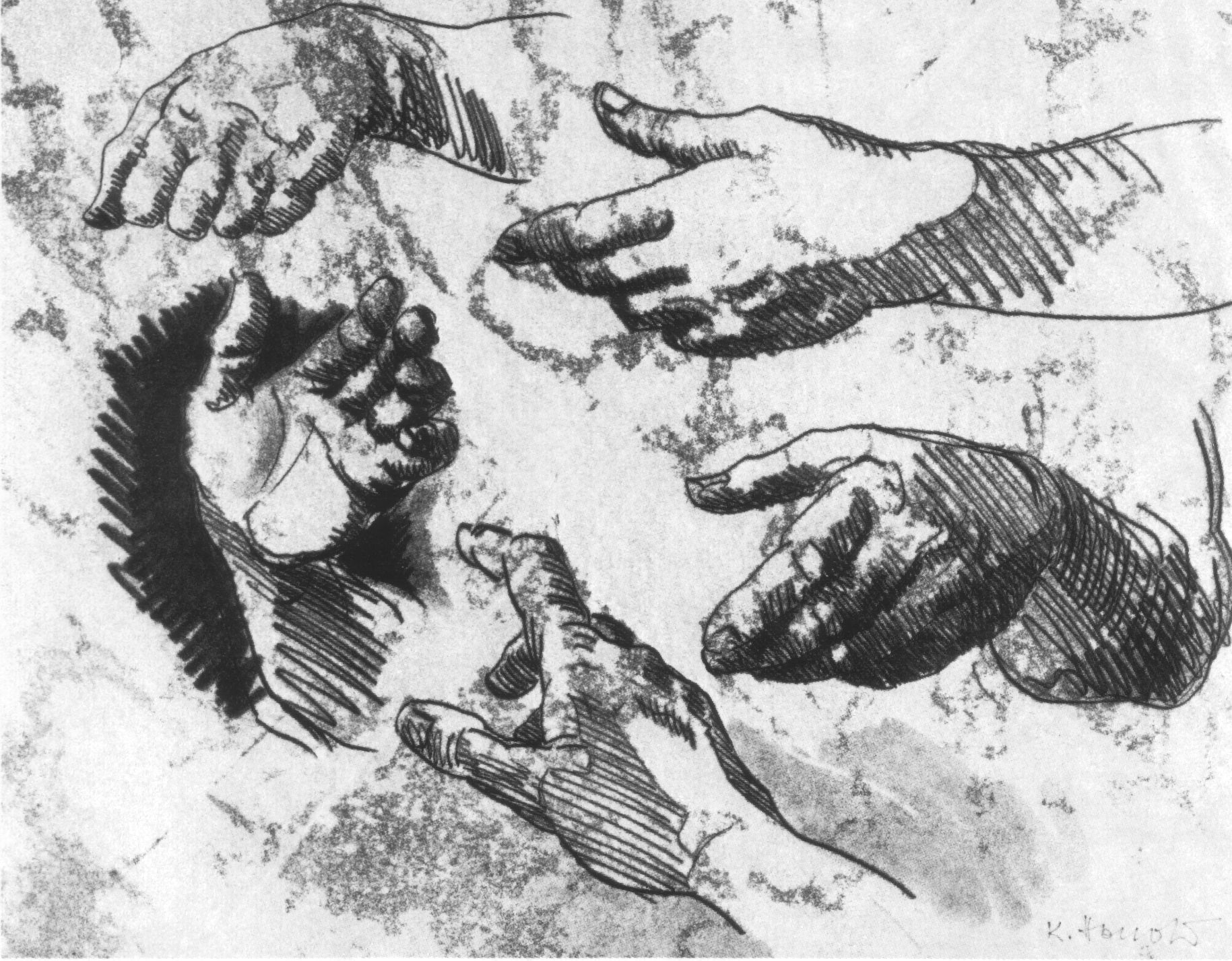
Monotypie
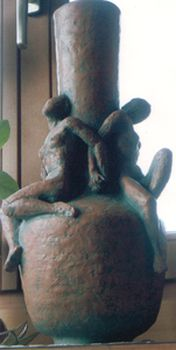
Vase en terre cuite